# Stadio comunale di Fiorenzuola – Velodromo Attilio Pavesi

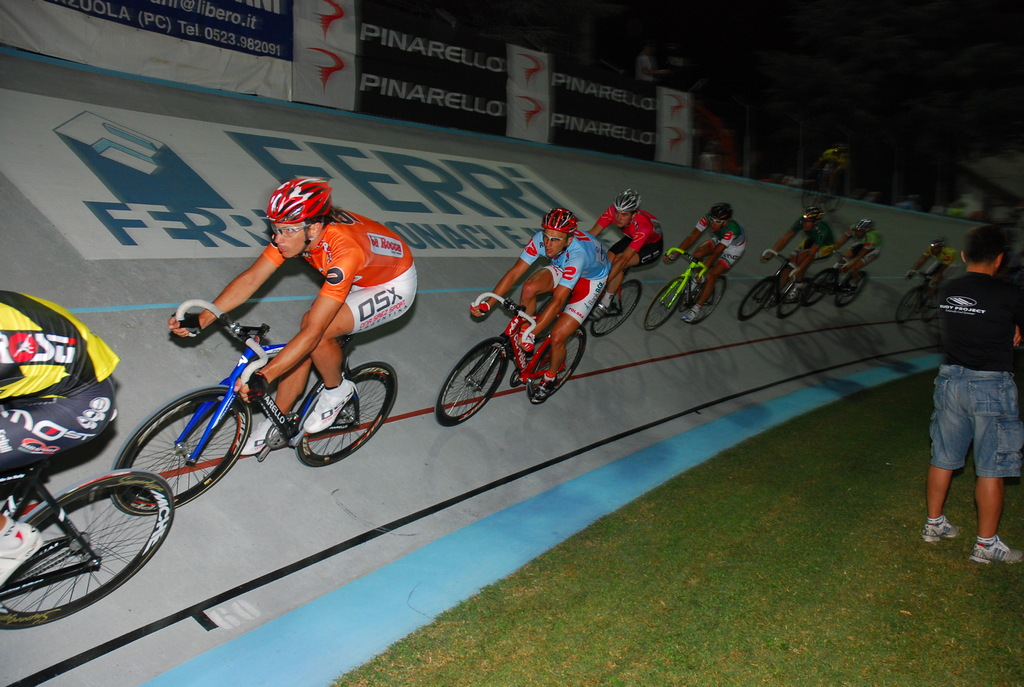
Das Radrennen 6 Giorni delle Rose (2012)

Das Stadio comunale di Fiorenzuola – Velodromo Attilio Pavesi ist ein Sportstadion für Fußball und Radsport in der italienischen Gemeinde Fiorenzuola d’Arda, Region Emilia-Romagna.

## Geschichte

### Fußball
Das Fußballstadion wurde am 17. Oktober 1923 mit einem Freundschaftsspiel zwischen dem neugegründeten US Fiorenzuola 1922 und dem damaligen italienischen Meister FC Pro Vercelli eröffnet. Der 17. Oktober ist der Tag von San Fiorenzo, dem Schutzpatron der Gemeinde. Zunächst war das Stadion nach dem Fußballer Aldo Milano benannt; es verfügte über eine überdachte Holztribüne.
Sechs Jahre später, am 17. Oktober 1929, wurde die in das Stadion eingebaute Radrennbahn in Anwesenheit der Radsportler Costante Girardengo und Attilio Pavesi eingeweiht. Nach dem Zweiten Weltkrieg erhielt das Stadion die Bezeichnung „Comunale“, und in den frühen 1960er Jahren wurde eine mit Stahlbeton überdachte Tribüne mit etwa 1000 Sitzplätzen gebaut. Zu Beginn der 1980er Jahre wurden die Umkleidekabinen und die Hauptverwaltung sowie die inzwischen stillgelegte Radrennbahn umfassend renoviert. Anschließend wurde der Tunnel für den Spielereingang zum Spielfeld gebaut. In den folgenden Jahren wurde das Stadion weiter ausgebaut und erweitert, so dass es 4000 Zuschauer fassen kann (Stand 2020).
Am 6. September 2019 wurde im Stadion ein Freundschaftsspiel zwischen der italienischen U19- und der niederländischen U19-Nationalmannschaft ausgetragen. Das Spiel endete 2:2.

### Radsport
Seit 1998 wird im Velodromo Attilio Pavesi jährlich im Juli das Sechstagerennen 6 Giorni delle Rose (im Wappen der Gemeinde sind drei Rosen) ausgetragen, das einzige Sechstagerennen unter freiem Himmel. Im Jahr 2000 wurden auf dem Velodrom die UCI-Bahn-Weltmeisterschaften der Junioren ausgetragen. Vier Mal fanden UEC-Bahn-Europameisterschaften für Junioren und/oder U23 in Fiorenzuola statt: 2001, 2004, 2005 und 2020.

## Museum
2008 wurde das Velodrom nach Attilio Pavesi (1910–2011) benannt, einem Radsportler und Olympiateilnehmer aus der Provinz Piacenza, der in Fiorenzuola seine ersten Rennen fuhr. Die Anlage beherbergt zudem seit 2013 ein Pavesi gewidmetes Museum. Das Museum sammelt Erinnerungsstücke im Zusammenhang mit Pavesi und beherbergt eine umfangreiche Dokumentation über die Geschichte des Velodroms.